# Relaciones Canadá-Trinidad y Tobago
Las relaciones entre Canadá y Trinidad y Tobago se refieren a las relaciones bilaterales entre Canadá y Trinidad y Tobago. Ambos países establecieron relaciones diplomáticas plenas en agosto de 1962 después de la Independencia de Trinidad. Desde que establecieron relaciones, las Fuerzas de Defensa de Trinidad y Tobago se han entrenado junto con las Fuerzas Canadienses. A partir de 2011, se estima que había 68 225 canadienses de Trinidad y Tobago y 3000-5000 canadienses viviendo en Trinidad y Tobago, el 92% de los cuales tienen doble ciudadanía.

## Educación
Los estudiantes de las universidades de Trinidad y Tobago pueden optar a becas para estudiar en universidades canadienses. El Alto Comisionado de Canadá aprueba cada año varios cientos de visados de estudiante.

## Comercio
El comercio bilateral ascendió a 481 millones de dólares en 2017 entre ambas naciones. Las exportaciones de Canadá a Trinidad y Tobago ascendieron a 305 millones de dólares e incluyeron petróleo, minerales, maquinaria y productos alimenticios. Canadá importó bienes de Trinidad y Tobago por valor de 176 millones de dólares en 2017, que incluían productos químicos orgánicos y productos alimenticios. Las inversiones canadienses en el país se concentran en las industrias petroquímica, petrolera y del gas de Trinidad.

## Misiones diplomáticas residentes
- Canadá tiene una Alta Comisión en Puerto España.
- Trinidad y Tobago tiene una Alta Comisión en Ottawa y un Consulado General en Toronto.

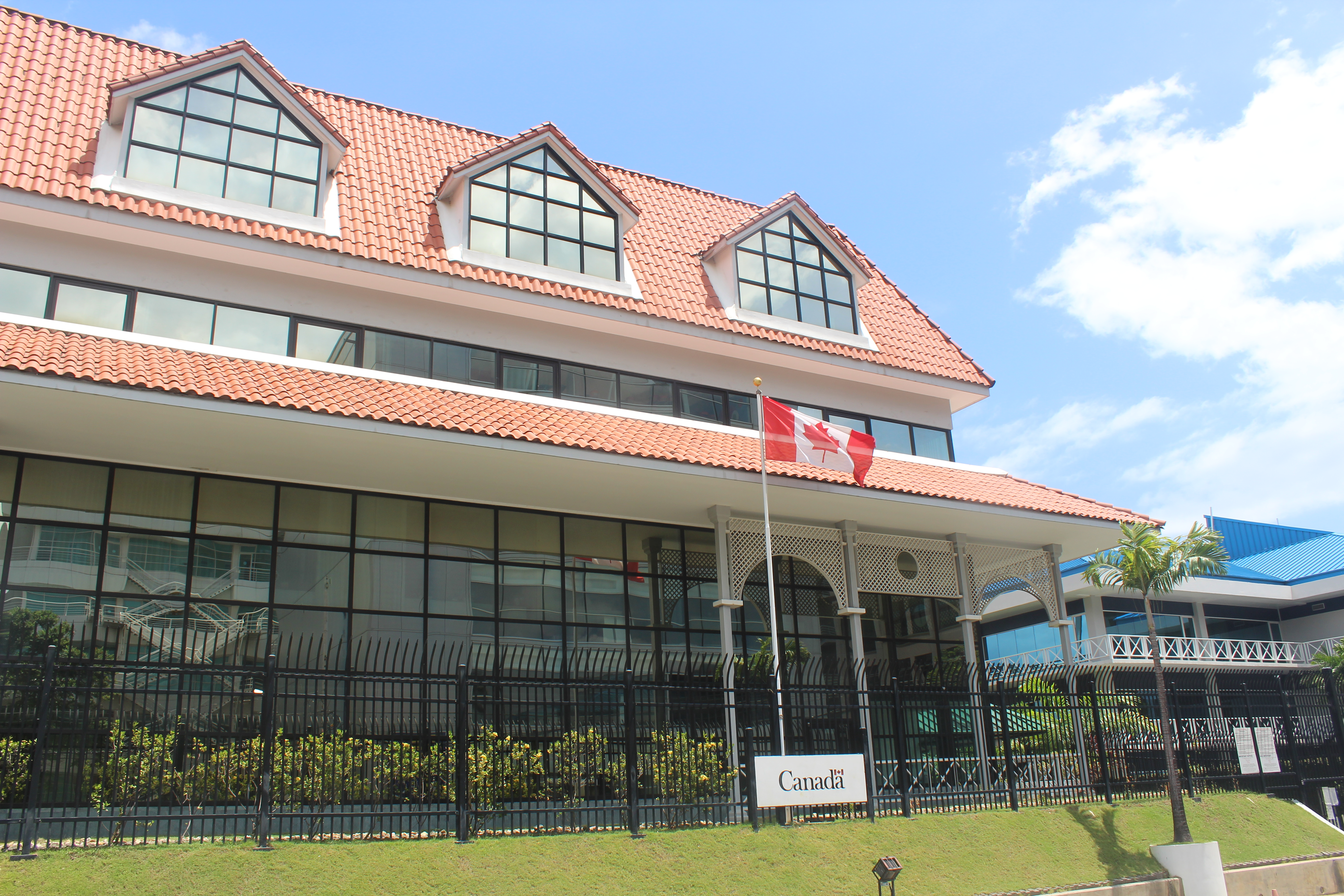
Alto Comisionado de Canadá en Puerto España
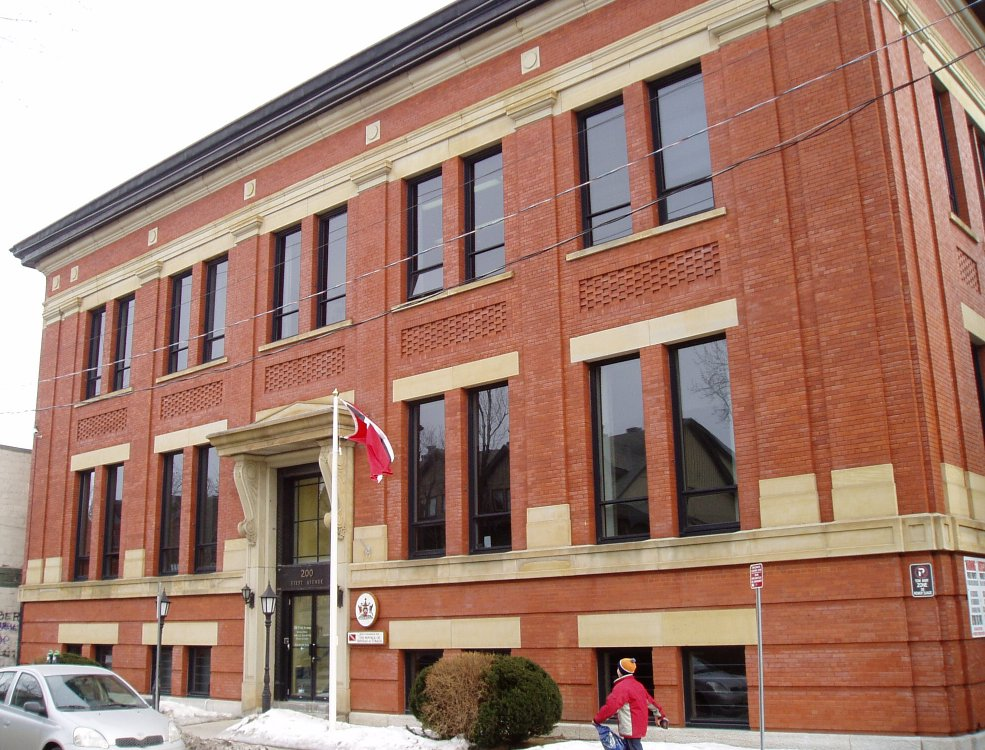
Alto Comisionado de Trinidad y Tobago en Ottawa